# Blue Lacy
Der Blue Lacy ist eine nicht von der FCI oder vom AKC anerkannte Hunderasse aus dem Bundesstaat Texas in den Vereinigten Staaten. Die Rasse wurde 2005 durch einen Beschluss des Staatsparlaments und die Unterschrift von Gouverneur Rick Perry als offizieller State Dog von Texas anerkannt.

## Herkunft und Geschichtliches
Der Blue Lacy ist nach seinen Erstzüchtern benannt, den Brüdern Frank, George, Ewin und Harry Lacy, die 1858 von Kentucky nach Texas zogen und sich im Burnet County niederließen. Die Rasse entstand laut Aussagen der Familie Lacy vermutlich aus der Kreuzung von English Shepherds (die ihrerseits vom Collie abstammen) mit Greyhounds, war also ursprünglich ein Lurcher. Möglicherweise wurden auch Laufhunde (Scenthounds) mit eingekreuzt. Einige Quellen sprechen auch von Kreuzungen mit Wölfen und/oder Kojoten, dies ist jedoch umstritten.
Am 15. März 2005 brachte der Abgeordnete Joaquín Castro im texanischen Repräsentantenhaus einen Vorschlag für eine Resolution ein, in der er den Blue Lacy als offiziellen State Dog von Texas vorschlug. Das Repräsentantenhaus nahm diese Resolution am 15. Mai an, der Senat am 25. Mai. Gouverneur Rick Perry unterschrieb die Resolution am 18. Juni 2005, wodurch der Beschluss rechtskräftig wurde.
Der Blue Lacy wurde 2008 als neues Maskottchen der Texas A&M University vorgeschlagen, unterlag jedoch einem Collie.

## Beschreibung
Der Blue Lacy ist ein mittelgroßer Hund vom Cur-Typ, der eher leicht, aber dennoch kräftig gebaut ist. Der Körperbau ist quadratisch, mit geradem Rücken, tiefer Brust und gut gewölbtem Rippenbogen. Die Schultern sollten gut gewinkelt und muskulös sein, die Kruppe leicht abgerundet. Die mittellangen Beine sind gerade, die Pfoten fest und katzenartig. Das Fell ist kurz und liegt eng am Körper an. Der Standard hält fest, dass Fehler bestraft werden sollen, die die Leistungsfähigkeit des Hundes als Gebrauchshund beeinträchtigen und dass Narben und alte Verletzungen als Beweis für diese Leistungsfähigkeit nicht bestraft werden dürfen.
Der Kopf ist mittelgroß, kräftig und wird hoch getragen. Der Schädel ist mittellang, mit mäßig ausgeprägtem Stop. Die Schnauze sollte weder dünn wie bei einem Windhund noch breit wie bei einem Bullterrier sein. Die Schneidezähne formen ein Scherengebiss. Die Ohren sind mittellang, dünn und hängend. Die Augen sind rund, ihre Farbe reicht von Gelb bis Dunkelbraun. Der Ausdruck ist aufmerksam und intelligent. Die Rute reicht ungefähr bis zum Sprunggelenk und wird hoch getragen.
Akzeptierte Fellfarben sind neben dem durch das Dilute-Gen verursachten Blau auch Rot in allen Schattierungen sowie Tricolor. Ein weißer Brustfleck ist erwünscht, ebenso mindestens eine weiße Pfote. Andere weiße Flecken sind unerwünscht, im Gesicht sowie oberhalb der Körpermitte führen sie zur Disqualifikation.
Die typische Größe von Rüden ist 46–53 cm, Hündinnen sind minimal kleiner. Das durchschnittliche Gewicht liegt bei 16–23 kg bei Rüden und bei 13–20 kg bei Hündinnen.

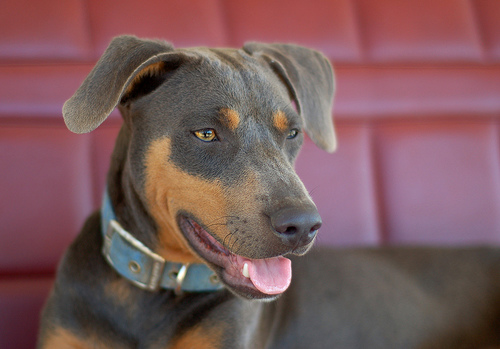
Tricolor
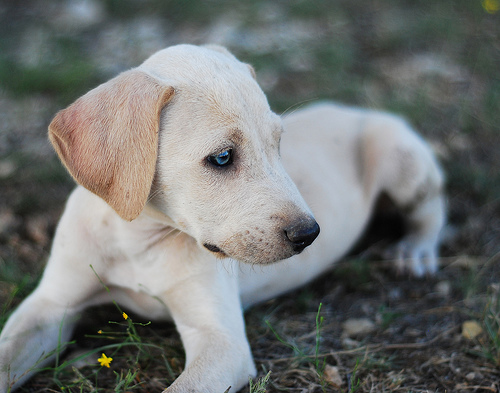
Hellrot

## Verwendung
Der Blue Lacy wurde ursprünglich für die Jagd auf Wildschweine gezüchtet und entwickelte sich im Lauf der Zeit zu einem vielseitigen Jagd- und Gebrauchshund, der auch zum Viehhüten und -treiben eingesetzt wird. Auf der Jagd bellt er nicht, gibt jedoch Laut, sobald er das Wild gestellt hat. Der Blue Lacy wird auch als Begleithund eingesetzt, braucht aufgrund seiner Energie und seines Arbeitswillens jedoch viel Bewegung und Beschäftigung. Wenn er viel Beschäftigung und Training erhält, kann er auch als Familienhund gehalten werden.